# مهدی میرگم
مهدی میرگم (انگلیسی: Mehdi Merghem؛ زادهٔ ۱۹ ژوئیهٔ ۱۹۹۷) بازیکن فوتبال اهل فرانسه است که در پست هافبک بازی می‌کند.
از باشگاه‌هایی که در آن بازی کرده‌است می‌توان به باشگاه فوتبال گنگام اشاره کرد.